# Poison (píseň, Alice Cooper)
"Poison" je skladba amerického rockového zpěváka Alice Coopera, jejíž spoluskladateli byl Desmond Child a John McCurry. Producentem byl Desmond Child. V roce 1989 byla vydána jako singl a objevila se na Cooperově albu Trash. V USA se stala jedním z Cooperových největších hitů, přičemž dosáhla 7. místo v žebříčku Billboard Hot 100 a 2. místo v britském žebříčku UK Singles Chart.

## Remixy
Skupina Groove Coverage nahrála verzi skladby "Poison" v různých remixech.
- Radio Version (3.05)
- Rock The Radio Mix (3.26) [Also known as Rock Mix]
- Club Mix Short (3.27)
- Club Mix Short (3:07)
- Extended Version (5.04)
- Club Mix (6.07)
- Tune Up! Remix (5.38)
- Tune Up! Remix (6:05)
- Tune Up! Remix (4:25) (Best of ... CD)
- The Paragod Remix (5.40)
- Friday Night Posse Remix (7:12)
- Friday Night Posse Remix (5.50)
- Friday Night Posse Remix (4:27) (Best of ... CD)
- KB Project Remix (5.27)
- Scott Brown Remix (5.25)
- DJ U ☆ Hey? Remix (5.51)
- Ultimix Extended
- Ultimix Edit
- Josh Harris Radio Edit
- Josh Harris Club Mix
- Josh Harris Dub

česká coververze
Pod názvem „Noc kouzel“ s textem Aleše Brichty ji v roce 2004 s Alešem Brichtou natočila Pavla Kapitánová.

## Pozice v žebříčcích
| Žebříček (1989)                       | Vrcholové pozice |
| ------------------------------------- | ---------------- |
| Austrálie (ARIA Charts)               | 3                |
| Nizozemí (Dutch Top 40)               | 10               |
| Irsko (IRMA)                          | 2                |
| Německo (Media Control Charts)        | 25               |
| Norsko (VG-lista)                     | 3                |
| Rakousko (Ö3 Austria Top 40)          | 3                |
| Spojené království (UK Singles Chart) | 2                |
| USA (Billboard Hot 100)               | 7                |